# Pila de llimona

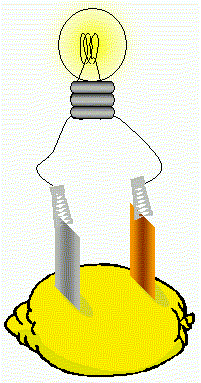
Una pila de llimona es fa amb una llimona i dos elèctrodes metàl·lics de metalls diferents. La tecnologia la crea l'home per tal de satisfer una necessitat, aquesta necessitat és la causa de l'evolució de la tecnologia. La tecnologia es troba en una constant evolució i els objectes que no s'adapten simplement desapareixen, és a dir, a mesura que les necessitats són majors o diguem més complicades es necessita crear un objecte que pugui omplir el buit, el qual arriba a reemplaçar l'anterior. A la pràctica, una sola cel·la de llimona és incapaç d'encendre un bombeta

La pila de llimona  és un experiment proposat com a projecte en molts llibres de textos de ciències. Consisteix a inserir, en una llimona dos diferents objectes metàl·lics, per exemple un clau galvanitzat i una moneda de coure. Aquests dos objectes treballen com elèctrodes, causant una reacció electroquímica que generi una petita quantitat d'electricitat.
L'objectiu d'aquest experiment és demostrar als estudiants com funcionen les bateries. Després que la pila està ensamblada, es pot utilitzar un multímetre per a comprovar el voltatge generat. Per produir un efecte més visible, es pot usar la pila per donar energia a un LED. Com que el voltatge produït és típicament insuficient per encendre un LED estàndard, dos o més bateries són connectats a sèrie.
Tècnicament té lloc una oxidació i una reducció.
A l'ànode, el zinc (zinc) és oxidat:
Zn → Zn2+ + 2 e - 
Al càtode, es redueixen protons per produir hidrogen:
2 H+ + 2 e -  → H2
Una alternativa comuna a la llimona és una patata o de vegades una poma. Qualsevol fruita o vegetal que contingui àcid o altre electròlit pot ser usat, però les llimones es prefereixen causa de la seva major acidesa. Altres combinacions de metalls (com magnesi i coure) són més eficients, però normalment són usats el zinc i el coure perquè són raonablement segurs i fàcils d'obtenir.
Utilitza una tira de magnesi en comptes del zinc ha de duplicar, aproximadament, el corrent produït en la cel·la de llimona (aproximadament 240 μA amb zinc i prop de 400 μA amb magnesi) i també augmenta lleument el voltatge (0,97 V amb zinc i 1.6 V amb magnesi). Aquests xifres per descomptat depenen de les característiques de la llimona.